# كاسيا نودوزا
كاسيا نودوزا  (الاسم العلمي: Cassia nodosa) أو(الاسم العلمي: Cassia javanica) و(بالفرنسية: Casse de Java)‏ شجرة خيمية متهدلة ذات ازهار غزيرة لونها بمبي وأبيض متساقطة الاوراق شتاء تعتبر من أجمل أشجار الزينة والتي تزين بها الحدائق والشوارع، وتتكاثر بالبذرة وهي بطيئة جدا ولكنها تعطي كميات كبيرة وبالتطعيم وهو الأفضل حيث تطعم على خيار شمبر (كاسيا فستيولا).
توجد في معظم أنواع التربة وخاصة الرملية الطينية.تسمد مرة كل 20-30 يوم أثناء الفترة النمو النشط.لا تتحمل البرد الشديد، وتزرع كنموذج فردي وسط المسطحات الخضراء أو على جانبي الشوارع.